# (600) Musa
(600) Musa ist ein Asteroid des Hauptgürtels, der am 14. Juni 1906 vom US-amerikanischen Astronomen Joel H. Metcalf entdeckt wurde.
Der Name ist abgeleitet von den Musen aus der griechischen Mythologie.